# Oakhanger Stream
Oakhanger Stream är ett vattendrag i Storbritannien.   Det ligger i grevskapet Hampshire och riksdelen England, i den södra delen av landet, 70 km sydväst om huvudstaden London.